# Rhodopechys
Rhodopechys és un dels gèneres d'ocells de la família dels fringíl·lids (Fringillidae).

## Taxonomia
Segons la classificació del Congrés Ornitològic Internacional (versió 15.1, 2025), aquest gènere està format per una única espècie:
- Pinsà ala-roig asiàtic (Rhodopechys sanguineus Gould, 1838)

L'any 2018 es va considerar que el pinsà ala-roig de l'Atles (Rhodopechys alienus) passava a formar part de la mateixa espècie que el pinsà ala-roig asiàtic (Rhodopechys sanguineus). Tot i les modestes diferències morfològiques i les àrees de distribució separades, es considerava que no hi havia prou dades vocals o genètiques per considerar-lo una espècie diferent.